# Бој на Равњу
Бој на Равњу или Битка на Засавици је једна од битака која је означила слом Првог српског устанка. Босански везир Деренделија и Сулејман-паша Скопљак, командант турске коњице, овде су груписали већину турских снага из Босне, и упорно настојали да сломе српску одбрану и продру према Шапцу. Турци су имали и бројну коњицу и артиљерију, а били су им придодати и француски артиљерци и инжењерци који су Турке обучавали у руковању новим француским топовима и копању лагума за дизање у ваздух устаничких утврђења.
Првобитне чарке са Турцима су се пристизањем главних турских снага претвориле у даноноћне крваве борбе. Трајале су непрекидно 17 дана. Уз тутњаву турске артиљерије, смењивали су се из дана у дан напади турске коњице и пешадије. У неколико наврата Турци су успевали да продру у поједине делове шанца, али су их устаници успевали поново избацити.
Турци су, затим, по наговору француских инжењерских официра почели да копају лагуме, како би се што више приближили шанцу.
Устаничке старешине одржаше састанак и одлучише да напусте Равње.
Зека Буљубаша, и сви (око 800) његови „голаћи” (хајдуци) су храбро изгинули штитећи одступницу устаничке војске са Равња.
У народу је од тада остао израз „Засавица — права касапница”.

## Припреме
Карађорђе је успоставио одбрамбену линију на западу, која иде линијом Цер-Китог-Равње на Засавици. Такође, утврђује и Шабачко поље.
У току августа 1813. године, устаничке снаге у Мачви које су предводили Прота Матеја Ненадовић, Стојан Чупић, Зека Буљубаша и други, успешно су задржавали турске продоре који су ишли поред Саве. Устаници су ту ископали низ малих шанчева и ту дочекивали турску војску. Када је ту стигао и Милош Обреновић са рудничком војском и Петроније Шишо са својим момцима, устаници граде и добро утврђују огроман шанац, између Саве и Засавице у Равњу, који је у продуженој линији имао 560 корака између Саве и Засавице. Зека Буљубаша се са својим хајдуцима сместио на десном крилу шанца, а до њега Петроније Шишо. На овом шанцу први се нашао војвода Сима Катић — Прекодринац. После њега су дошле војводе Милош Обреновић са Рудничанима, прота Матеја са Ваљевцима, Лука Лазаревић, Стојан Чупић са Мачванима и Зека Буљубаша са својим голаћима из Парашнице.

## Битка
Тако се на Равњу окупило око 3.000 устаника са око пет топова, док је Турска војска бројала око 15.000 људи на челу са везиром Али-пашом Деренделијом и његовим замеником Сулејман- пашом Скопљаком, командантом турске коњице. Сулејман паша Скопљак предводио је коњицу у напад на шанац, али је био рањен у руку. Извори говоре да га је ранио лично Милош Обреновић из кубуре. Како би превазишли препреку око шанца у виду рова, турски команданти су пешадији давали ракију, како би их окуражили да јуришају и мртви испуне ров, а остатак пешадије би преко мртвих ушли у шанац. Турци су такође уз помоћ француских инжењера ископали приближнице шанцу. Вук Караџић наводи да су се Турци толико приближили шанцу да су се са Србима могли тући сабљама, јатаганима и кукама им отимати барјаке.
Седамнаестог дана борбе, односно 17. септембар 1813. године на сцену ступају Зека Буљубаша и његови голаћи и чувени мегданџија Петроније Шишо са својим ускоцима. Они су штитили одступницу српским вођама и осталим преживјелим устаницима. Док су имали барута бранили су ланац пушкама, а кад им је нестало муниције исукали су ножеве и тако нападали Турке. Они су се хватали са Турцима у коштац и у тој борби прса у прса изгинули су сви голаћи заједно са својим командантом Зеком Буљубашом.

## Последице
Због ове забуне код Турака, српске војводе се избавише са преосталом војском. Милош Обреновић је једва умакао Турцима срушивши иза себе ћуприју на Модрану, прота Матеја се спасао тако што се домогао туђег коња, док је војвода Чупић са сабљом у устима препливао Засавицу и преко Пресеке и Ноћаја доспео у Шабац.
По доласку у Шабац, војвода Милош Обреновић је оштро напао команданта Симу Марковића који је у Шапцу имао под командом 10.000 људи, а није из необјашњивих разлога притекао у помоћ устаницима у Равњу, као ни раније онима из Лознице и Лешнице. Сутрадан, 18. септембар 1813. године, Турци крену према Митровици и пређу преко Модрана и низ Саву оду ка Шапцу. После овог пораза су наступили дани када су живи завидјели мртвима, јер су Турци спроводили до тада невиђени терор над преосталим устаницима и становништвом.

## Занимљивости
Битка је екранизована у серији Вук Караџић у 5. епизоди.

## Споменик
У Равњу је 1925. године у центру села подигнут је споменик овим борцима, као и онима који су изгинули у ратовима 1912—1918. Поводом двеста годишњице битке урађена је 2013. године, поред пута за Засавицу представа шанца са скулптуром Зеке Буљубаше у дрвету и спомен плочом.